# ディディエ・トルショー
ディディエ・トルショー（1946年11月30日 - 、フランス語：Didier Truchot）はフランスの経営者。世界的な市場調査会社、イプソスの創業者で最高経営責任者（CEO）。1975年に同社を設立、1988年からCEO兼共同社長を務めている。 推定純資産額は5億5000万ユーロで、現在フランスで118番目に大きな個人資産を保有する。

## 経歴
ディディエ・トルショーはフランス世論研究所（IFOP）でキャリアをスタートさせ、そこでジャン・マルク・レッヒと出会う。ジャン・マルク・レッヒは後にトルショーとともにイプソスの共同代表に就く。トルショーは、レッヒとともに、小さな新興企業から世界で3番目に大きな市場調査会社になるまで会社を育て上げた。 

## 私生活
5人の子供と2人の孫がいる。2015年10月に彼の人生経験の回顧録を書くことを考えていると述べた。 